# زمین کریکت، بکنهام
زمین شهرستانی کریکت، بکنهام (انگلیسی: County Cricket Ground, Beckenham) یک زمین بازی کریکت در بکنهام منطقه بروملی لندن می‌باشد.